# Conophyma miramae
Conophyma miramae är en insektsart som beskrevs av Boris Petrovich Uvarov 1925. Conophyma miramae ingår i släktet Conophyma och familjen Dericorythidae.

## Underarter
Arten delas in i följande underarter:
- C. m. miramae
- C. m. lepidum